# 在英国的中亚人
在英国的中亚人指的是生活在英国的中亚人。他们自21世纪起便开始移居英国，而且主要来自哈萨克斯坦、吉尔吉斯斯坦、塔吉克斯坦、土库曼斯坦以及乌兹别克斯坦。

## 人口史
英国政府将以下国家视为中亚地区的主权国家：哈萨克斯坦、吉尔吉斯斯坦、塔吉克斯坦、土库曼斯坦以及乌兹别克斯坦。联合国在2015年进行的人口估计结果显示，有超过10000名中亚人居住在英国。2001年，一位阿富汗难民在伦敦成立阿富汗和中亚协会，意在帮助阿富汗以及其他中亚国家难民在英定居。